# Алфри Вудард
Алфри Вудард (енгл. Alfre Woodard; 8. новембар 1952) је америчка филмска, телевизијска и позоришна глумица, продуценткиња и политичка активисткиња. Добитница је Златног глобуса, три Награде Удружења глумаца, четири Емија (од 18 номинација), а била је номинована и за награде Оскар и Греми.
Вудардова је глумачку каријеру започела наступајући у позоришту, а прву филмску улогу остварила је у трилеру Сети се мог имена из 1978. године. Њена изведба у филму Крос Крик из 1983. године наишла је на позитивне реакције критичара и донела јој је номинацију за награду Оскар за најбољу глумицу у споредној улози. Исте године освојила је прву у низу Еми награда за улогу у серији Блуз Хил Стрита. Током осамдесетих више пута је била номинована за ово признање захваљујући улогама у различитим ТВ филмовима и серијама.
Током деведесетих наступила је у филмовима Велики кањон (1991), Срце и душе (1993), Круклин (1994), Исткано срцем (1995), Исконски страх (1996) и Звездане стазе: Први контакт (1996). Такође је остварила запажене улоге у драмама Доле у Делти (1998) и Златна рибица (1992), која јој је донела награду Спирит за најбољу глумицу у споредној улози. За изведбу у ТВ филму Момци госпођице Еверс (1997) била је номинована за бројна признања укључујући Златни глобус, Еми и Награду Удружења глумаца за најбољу глумицу у ТВ филму.
Током 2000-их играла је споредне улоге у неколико блокбастера, укључујући филмове Кеј пакс (2001), Језгро (2003) и Заборављен (2004). Такође је наставила да наступа у филмовима независне продукције и на телевизији, а 2003. године је освојила свог четвртог Емија за епизодну улогу у серији Адвокатура. Године 2005. и 2006. тумачила је улогу Бети Еплвајт у серији Очајне домаћице, а 2013. године је наступила у драми Дванаест година ропства која је освојила Оскара за најбољи филм.
Вудардова се такође бавила продукцијом и политичким активизмом. Оснивачица је удружења „Уметници за нову Јужноафричку Републику“, која се бори за напредак демократије и равноправности у тој земљи. Активна је чланица Академије филмских уметности и наука од 1985. године.